# ジュリアン・ベラール
ジュリアン・ベラール（Julien Bérard、1987年7月27日 - ）は、フランス、パリ出身の自転車競技（ロードレース）選手。

## 来歴
2006年、AG2R・ラ・モンディアルの下部チーム、シャンベリー・シクリズム・フォーメーションに加入。
2009年
- レ・ブークル・デュ・スュド・アルデシュ 10位
- ツール・ド・ラブニール 区間優勝

2010年、AG2R・ラ・モンディアルに昇格。
- ラ・トロピカル・アミサ・ボンゴ 総合6位
- ポリノルマンド 8位

2011年
- ジロ・デ・イタリア 総合122位初完走
- フランス選手権 個人ロード 4位
- ツール・デュ・ドゥー 3位

2012年
- ルート・アデリ・ド・ヴィトレ 8位

2013年
- ルート・アデリ・ド・ヴィトレ 10位
- ブエルタ・ア・エスパーニャ 総合94位初完走

2017年をもって引退。